# Der schwarze Kanal

Zasięg telewizji zachodnioniemieckiej w NRD

Der schwarze Kanal (pol. „Czarny Kanał”) – cykliczny program publicystyczny emitowany w latach 1960–1989 przez Deutscher Fernsehfunk – telewizję publiczną Niemieckiej Republiki Demokratycznej. Program składał się z nagranych wyrywków audycji radiowych i telewizyjnych z Niemiec Zachodnich, opatrzonych komentarzem z perspektywy NRD. 
Pierwsze wydanie programu wyemitowano 21 marca 1960, a jego gospodarzem i autorem był Karl-Eduard von Schnitzler. Nazwa programu jest grą słowną; w slangu niemieckich hydraulików termin ein schwarzer Kanal oznacza kanał odprowadzający ścieki. Nazwa i pomysł programu były reakcją na program zachodnioniemieckiej telewizji Die rote Optik (pol. „czerwony punkt widzenia”), który emitowany był w latach 1958–1960 i analizował propagandę telewizji wschodnioniemieckiej. Program przeznaczony był dla mieszkańców NRD, jednak jego twórcy liczyli, że będzie oglądany również w RFN.
W podzielonych Niemczech sygnał telewizji zachodnioniemieckiej (zwłaszcza ARD) docierał do większości terytorium NRD, poza okolicami Drezna i północno-wschodniej części kraju. Z tego powodu żartobliwie odczytywano skrót ARD jako Außer Rügen und Dresden (pol. „poza Rugią i Dreznem”) a okolice Drezna nazywano ironicznie Tal der Ahnungslosen (pol. „Doliną Niewiedzących”). Z politycznego i praktycznego punktu widzenia zagłuszanie sygnału telewizji zachodnioniemieckiej byłoby trudne i naraziłoby rząd NRD na międzynarodowe szykany.
Program Der schwarze Kanal emitowany był w poniedziałkowe wieczory o godz. 21.30, zazwyczaj przed lub po atrakcyjnym filmie lub innym programie. Program miał oglądalność ok. 5 procent, choć dane te nie są dokładne. Ostatni program wyemitowano 30 października 1989, na 9 dni przed otwarciem granicy wewnątrzniemieckiej.